# Keiko Agena
Christine Keiko Agena (Honolulu, Hawaii, 1973. október 3.) japán-amerikai színésznő. Legismertebb szerepe Lane Kim a Szívek szállodája című sorozatból, illetve Dr. Edrisa Tanaka a Fox Prodigal Son című bűnügyi sorozatából.

## Életpályája
10 éves korában kezdett színészkedni. A Mid-Pacific Institute nevű felkészítő iskolában és a Whitman College-en tanult.
2005. december 19-én házasodott össze Shin Kawasakival Las Vegasban.
Legismertebb szerepe Lane Kim, Rory Gilmore koreai-amerikai barátnője a Szívek szállodája sorozatban. Ezen kívül olyan filmekben és sorozatokban szerepelt, mint a Transformers 3., a Felicity, a Kim Possible, a Vészhelyzet és az Ügyvédek.
Részt vett a 2015-ös ATX Television Festivalon is (Austin, Texas) a Szívek szállodája többi színészével együtt. A Gilmore Guys nevű podcast felvételén is részt vett. Fiktív együttese, a Hep Alien a valóságban is fellépett.
2015 szeptemberében indította el a Drunk Monk Podcastot Will S. Choi humorista közreműködésével. Az epizódok során a Monk – A flúgos nyomozó epizódjait nézik, miközben alkoholt fogyasztanak.
Agena szerepelt a Verizon és a UnitedHealth reklámjaiban is.

## Filmjei
- A fejvadász (1993)
- Ikercsajok (1995)
- Küzdelem egy gyermekért (1995)
- Vészhelyzet (1998-2009)
- Beverly Hills 90210 (1999)
- Szívek szállodája (2000-2007)
- Mrs. Klinika (2001)
- Kim Possible - Kis tini hős (2003-2007)
- Nyomtalanul (2006)
- Doktor Addison (2007)
- Kismamának áll a világ (2009)
- Castle (2010)
- Doktor House (2010)
- Transformers 3. (2011)
- Botrány (2012)
- Shameless – Szégyentelenek (2013)
- Twisted (2013-2014)
- Szívek szállodája – Egy év az életünkből (2016)
- The Room Actors: Where Are They Now? (2016-2018)
- Kolónia (2017)
- NCIS: Los Angeles (2017)
- 13 okom volt (2017-2018)
- Itt és most (2018)
- Aljas John (2018-2019)
- Lulu (2019)
- Hiány (2019)
- Gyilkos lelkek (2019-2021)
- A tini nindzsa teknőcök felemelkedése (2020)
- Az istenek hegycsúcsa (2021)
- Színpadra született (2021)
- É-szakik (2021-2022)
- A rezidencia (2025)